# ماکارنا سانچز
ماکارنا سانچز (انگلیسی: Macarena Sánchez؛ زادهٔ ۲۸ دسامبر ۱۹۹۱) بازیکن فوتبال اهل آرژانتین است.
از باشگاه‌هایی که در آن بازی کرده‌است می‌توان به باشگاه ورزشی سن لورنسو آلماگرو اشاره کرد.